# Benestads backar
Benestads backar är ett naturreservat i Skåne län, som bildades 1961
Naturreservatet ligger i den sydöstra delen av Fyledalen. Det är präglat av att det kommer fram kalkhaltigt grundvatten i den branta dalsidan, vilket skapat artrika kalkkärr. 
Området är sex hektar stort och ingår i Europeiska Unionens skyddade områden, Natura 2000.

## Bilder

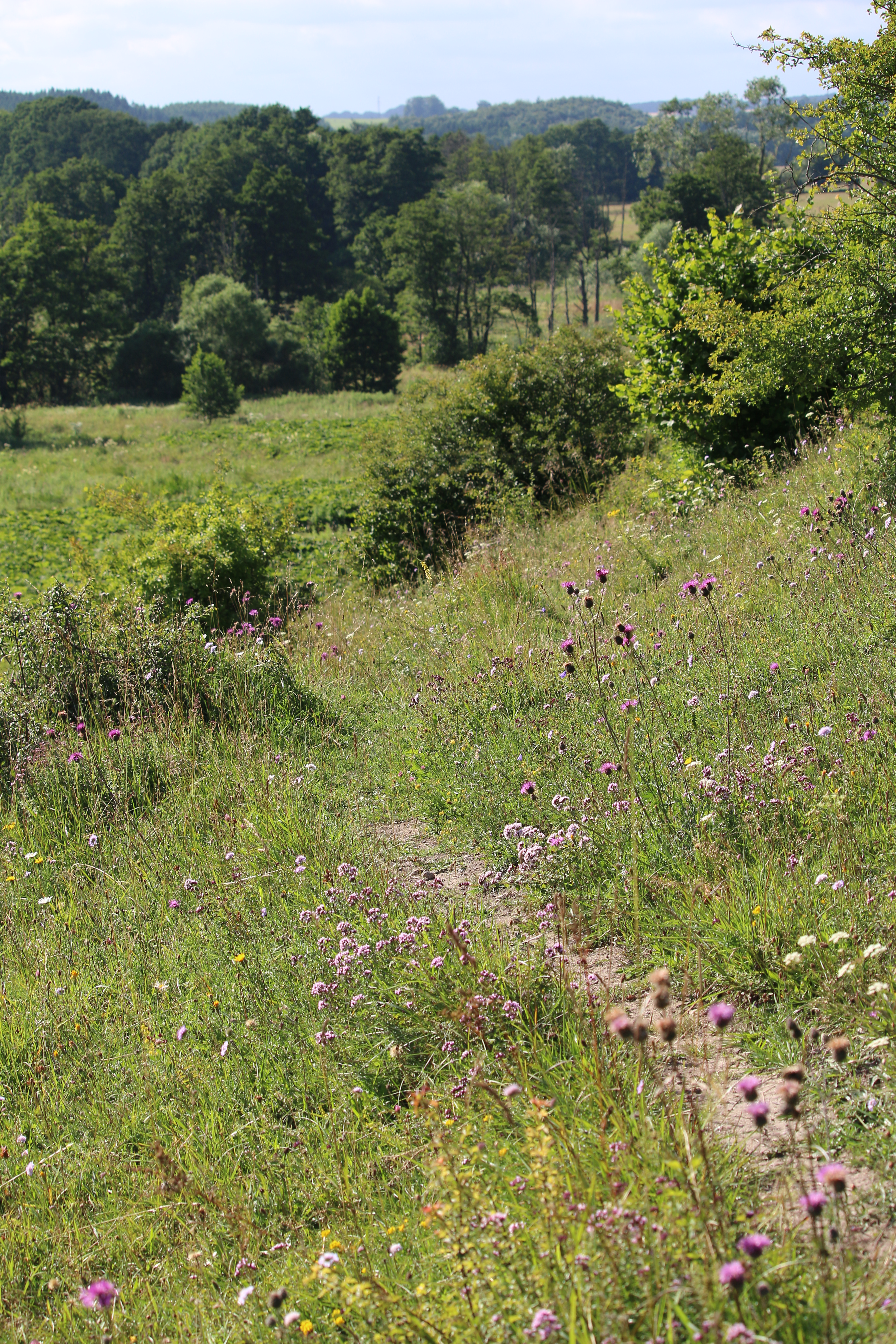
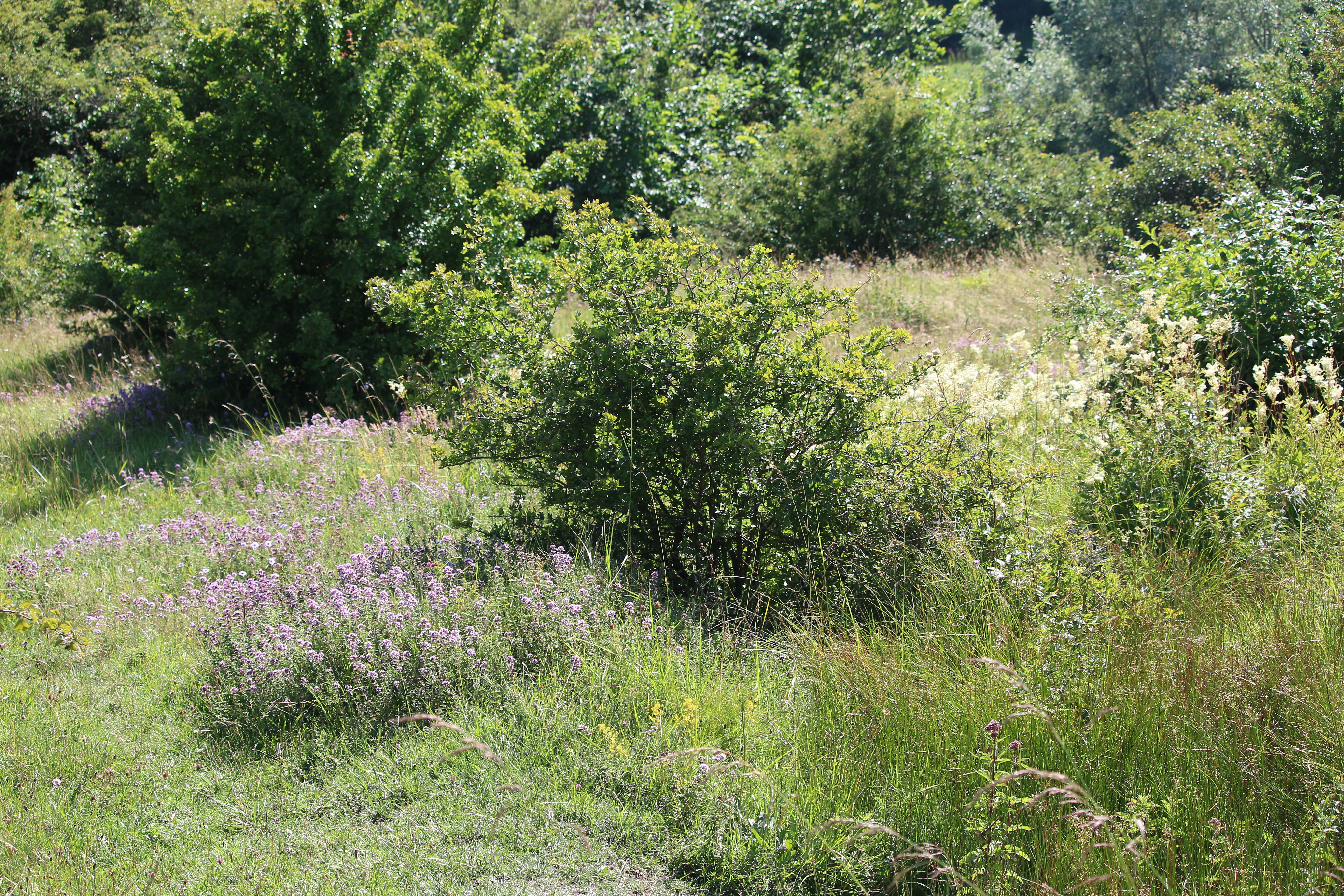
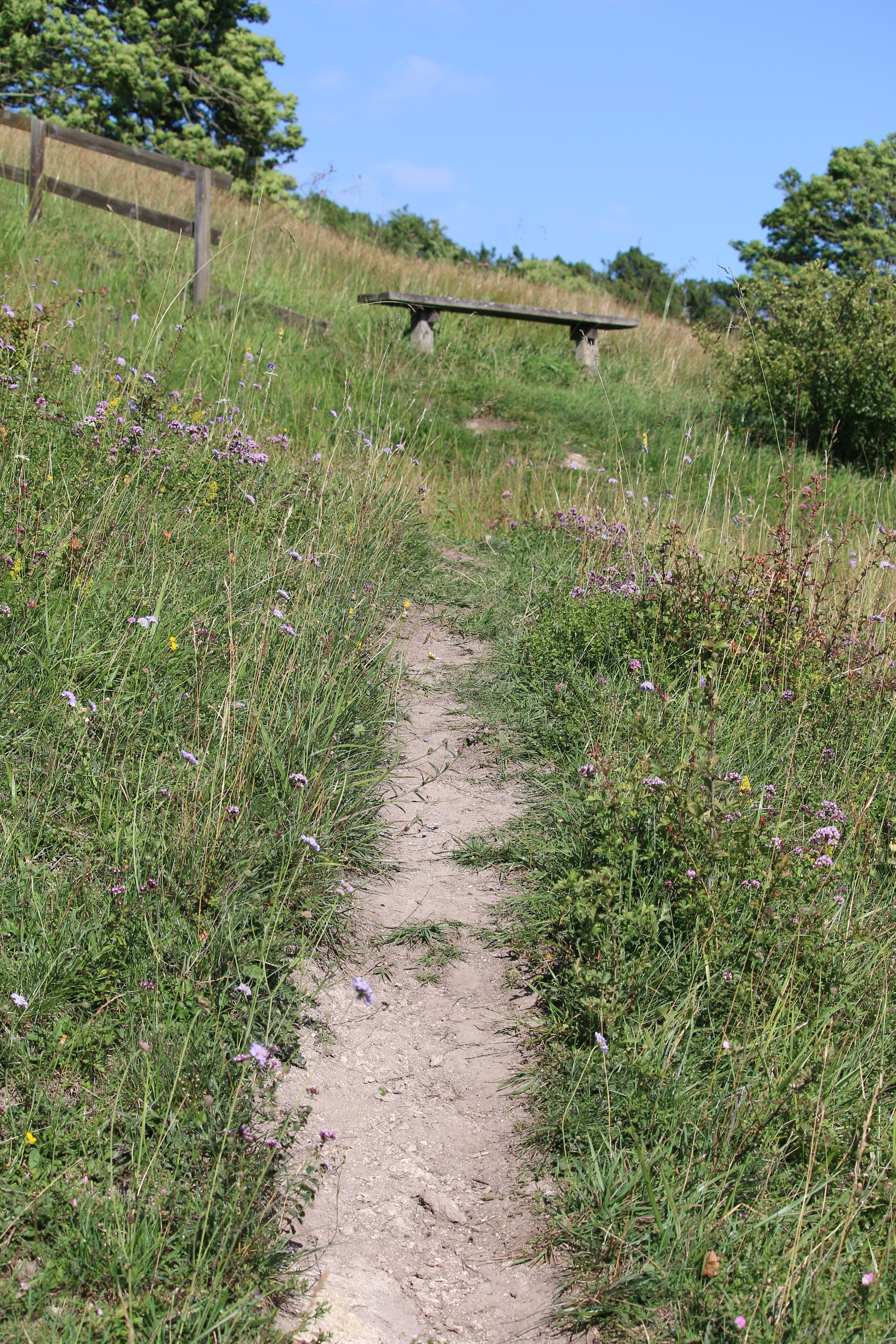